# Calceteria

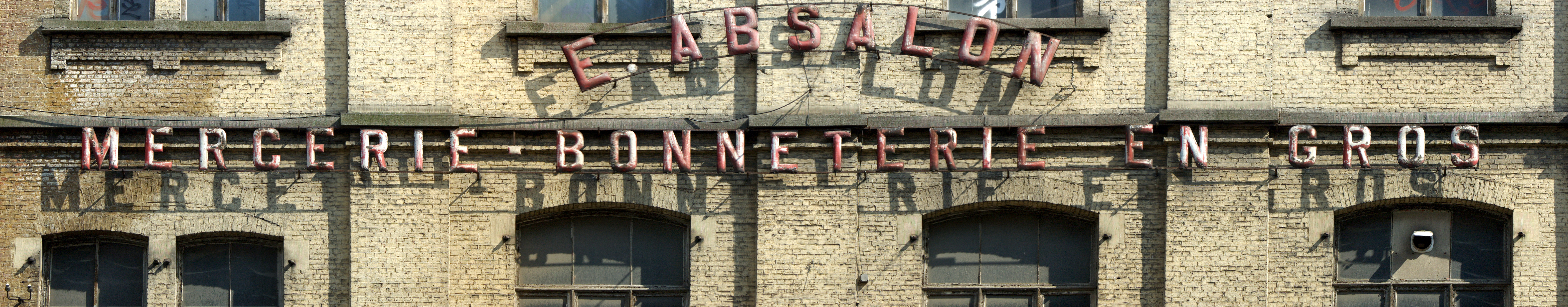
Rètol d'una mercerie-bonneterie a Brussel·les

El terme calceteria designava el gremi, la fabricació, el comerç, o el lloc on es fabricaven o es venien els articles de vestir fets en tricot, i tot particularment els mitjons, les mitges i la llenceria que siguin de llana, de cotó,de fil o de seda, fabricats a mà o a màquina sota forma de tela de jersei.

## Etimologia
Aquesta paraula, va parèixer al segle xv, deriva de la paraula calces que en aquesta època era el que es portava.
El terme genèric de calceteries també designava en segles posteriors, les botigues, actualment desaparegudes, on es venien els articles de calceteria.
La calceteria de fantasia comporta tota la roba de malles o tricots. La fabricació, continua i existeix amb formats específics.

## Calceter
Etimològicament, el calceter és un venedor qui fabrica on qui ven articles de calceteria.
Aquest nom està referenciat a partir de 1449. A l'edat mitjana, els calceter formaven un dels set grans cossos d'oficis.
La història de la fabricació de les mitges i capells de cotó tricotats comença amb la creació de l'ofici de calceter per l'Anglès William Lee el 1589. A la ciutat de Troyes, Jean de Mauroy, interventor de les "Tailles et Aides du Royaume" (Talles i Ajudes del Regne), crea el 1745 la primera manufactura de mitges de tricot a l'Hospital de la Trinitat on són recollits els nens pobres.
El 1770, per exemple, la vila francesa de Troyes té 40 calceters.